# Семёновка (Уярский район)
Семёновка — деревня в Уярском районе Красноярского края. Входит в состав Сушиновского сельсовета.

## География
Деревня находится в южной части края, в пределах Алтае-Саянского горнотаёжного района, на левом берегу реки Уярки, на расстоянии приблизительно 11 километров (по прямой) к юго-западу от Уяра, административного центра района. Абсолютная высота — 393 метра над уровнем моря.
Климат
Климат характеризуется как резко континентальный, с продолжительной морозной зимой и коротким тёплым летом. Средняя температура воздуха самого тёплого месяца (июля) составляет 18,7 °C (абсолютный максимум — 38 °C); самого холодного (января) — −21 °C (абсолютный минимум — −48 °C). Продолжительность безморозного периода составляет в среднем 96 дней. Среднегодовое количество атмосферных осадков достигает 600 мм, из которых 317 мм выпадает в июле-августе.

## История
Основана в 1886 году. По данным 1926 года в селе Семёновском имелось 442 хозяйства и проживало 2367 человек (1158 мужчин и 1209 женщин). В национальном составе населения того периода преобладали украинцы. Функционировали школа I ступени, изба-читальня, фельдшерский пункт и лавка общества потребителей. В административном отношении являлось центром Покровского сельсовета Уярского района Красноярского округа Сибирского края.

## Население
| 2010 |
| ---- |
| 232  |

Половой состав
По данным Всероссийской переписи населения 2010 года в гендерной структуре населения мужчины составляли 49,1 %, женщины — соответственно 50,9 %.
Национальный состав
Согласно результатам переписи 2002 года, в национальной структуре населения русские составляли 95 % из 415 чел.